# Insomniatic
Insomniatic è il terzo album di Aly & AJ pubblicato nel 2007 da Hollywood Records in CD.

## Il disco
L'album è stato pubblicato il 10 luglio 2007 negli Stati Uniti e il 22 ottobre 2007 in Italia su tutti i Digital Music Store italiani, con una cover differente rispetto all'edizione americana. La versione europea contiene una traccia in meno, "Blush". In questo album, per la prima volta si notano singoli che sono realizzati da una sola cantante, con piccoli aiuti dell'altra, Silence e Flattery sono cantate da AJ, mentre Blush (eliminata nella versione europea) e Tears (presente solo nella Deluxe Edition) cantate da Aly.
MTV.com ha pubblicato sul suo sito l'intero album, il 3 luglio 2007. La canzone "Blush" è stata esclusa senza nessuna spiegazione.
La canzone Like Whoa fu utilizzata in un episodio di The Hills in onda su MTV, nel film My Super Sweet 16: The Movie uscito l'8 luglio 2007 e in High School Musical 3: Senior Year, uscito il 24 ottobre 2008.
La versione strumentale dell'album è stata pubblicata su iTunes, insieme alla versione standard.
L'edizione australiana dell'album presenta la stessa copertina della versione deluxe, a parte la scritta "Deluxe Edition". Inoltre l'album è stato pubblicato con Chemicals React come prima traccia e, successivamente, le tracce della versione standard.
L'album fu pubblicato il 10 luglio 2007 negli Stati Uniti e il 22 ottobre 2007 in Italia, solo sui negozi digitali. Un'annunciata versione deluxe dell'album è stata pubblicata in Giappone. La cover della versione deluxe, senza la scritta "deluxe edition", è stata usata come cover per la versione standard australiana.
Il pre-order di iTunes ha messo a disposizione tutte le tracce dell'album ad esclusione di Blush, ed ha inserito una versione strumentale di Potential Breakup Song e Chemicals React [Remix]. Il video di Potential Breakup Song è incluso insieme al Digital Booklet. La traccia numero 4 dell'album Division è rappresentata con il simbolo "÷", che rappresenta la divisione.
Una versione deluxe dell'album era stata programmata per essere pubblicata il 6 novembre 2007, posticipata al marzo 2008 e cancellata definitivamente. Le sei canzoni presenti in questa edizione sono performance all'Abbey Road Sessions in Inghilterra e il remix di Potential Breakup Song. Insieme al Cd vi è anche un DVD con i video dei principali singoli di Aly & AJ.
Nel DVD sono presenti anche:
- Aly & AJ's My Super Sweet 16/18 Birthday Party Review;
- My Super Sweet 16/18 Birthday Party;
- The Aly & AJ Sister Act MTV special;
- Aly & AJ featured MTV Cribs clip.

La versione Deluxe fu pubblicata solamente in Giappone

## Promozione
- Aly & AJ cantano una versione modificata di Potential Breakup Song il 4 luglio 2007 nello show Live with Regis & Kelly e il 3 settembre 2007 sono ospiti dello show The View.
- Il 9 luglio 2007 le sorelle sono ospiti a The Early Show, dove hanno pubblicato una piccola intervista.
- Il 1º agosto 2007 le sorelle sono ospiti del programma Total Request Live di MTV per parlare con il pubblico non appena terminato il concerto. Nella settimana del 26 agosto le ragazze sono state ospitate nuovamente allo show.
- Il video di Potential Breakup Song è stato mandato in onda per la prima volta su Disney Channel nell'agosto 2007.
- Hanno eseguito canzoni da "Insomniatic" insieme a Miley Cyrus come supporto per rimpiazzare i Jonas Boothers. Dopo però, anch'esse, sono stare rimpiazzate dagli Everlife, perché AJ era piena di impegni e doveva filmare il suo primo film Amabili resti.

Le sorelle Michalka hanno eseguito Potential Breakup Song vicino al London Eye, per promuovere l'uscita del disco in Inghilterra in ottobre.
- Il 3 ottobre, hanno eseguito Potential Breakup Song a This Mornin, un programma britannico.
- Il 10 ottobre 2007 le ragazze hanno cantato Potential Breakup Song e Like Whoa, con una versione remix extended, al nightclub G-A-Y di Londra.
- Hanno cantato insieme ai McFly a Londra come supporto per il tour.
- Sono inoltre state ospiti di un programma mattutino del sabato mattina, chiamato TMi, andato in onda sulla BBC

## Accoglienza
L'album debuttò alla posizione numero 15 della classifica Billboard, vendendo più di 39 000 copie la prima settimana e diventando l'album più venduto di Aly & AJ.
Insomniatic rimase in classifica per un totale di 18 settimane, uscendo dopo 14 settimane di permanenza e rientrando sei settimane dopo.

## Distribuzione
| Stato                 | Versione          | Data            |
| --------------------- | ----------------- | --------------- |
| Nord America          | Album Standard    | 10 luglio 2007  |
| Nord America (iTunes) | Album Strumentale | 10 luglio 2007  |
| Italia                | Album Digitale    | 22 ottobre 2007 |
| Giappone              | Deluxe Edition    | 5 marzo 2008    |
| Australia             | Album Standard*   | 15 marzo 2008   |

* Pubblicato con la versione originale di "Chemicals React" come prima traccia

## Standard Edition
1. Potential Breakup Song - 3:39 - (Aly Michalka, AJ Michalka, Antonina Armato, Tim James)
2. Bullseye - 3:02 - (Aly Michalka, AJ Michalka, A. Armato, T. James)
3. Closure - 2:50 - (Aly Michalka, AJ Michalka, A. Armato, T. James)
4. Division - 3:44 - (Aly Michalka, AJ Michalka, A. Armato, T. James)
5. Like It Or Leave It - 3:17 - (Aly Michalka, AJ Michalka, A. Armato, T. James)
6. Like Whoa - 2:31 - (Aly Michalka, AJ Michalka, A. Armato, T. James)
7. Insomniatic - 2:47 - (Aly Michalka, AJ Michalka)
8. Silence - 3:33 - (Aly Michalka, AJ Michalka, Carrie Michalka)
9. If I Could Have You Back - 2:53 - (Aly Michalka, AJ Michalka, Dan Wilson)
10. Flattery - 4:08 - (Aly Michalka, AJ Michalka, A. Armato, T. James)
11. I'm Here - 4:06 - (Aly Michalka, AJ Michalka)
12. Chemicals React (Remix) - 2:56 - (Aly Michalka, AJ Michalka, A. Armato, T. James)

## Deluxe Edition: Album
1. Potential Breakup Song - 3:39 - (Aly Michalka, AJ Michalka, Antonina Armato, Tim James)
2. Bullseye - 3:02 - (Aly Michalka, AJ Michalka, A. Armato, T. James)
3. Closure - 2:50 - (Aly Michalka, AJ Michalka, A. Armato, T. James)
4. Division - 3:44 - (Aly Michalka, AJ Michalka, A. Armato, T. James)
5. Like It Or Leave It - 3:17 - (Aly Michalka, AJ Michalka, A. Armato, T. James)
6. Like Whoa - 2:31 - (Aly Michalka, AJ Michalka, A. Armato, T. James)
7. Insomniatic - 2:47 - (Aly Michalka, AJ Michalka)
8. Silence - 3:33 - (Aly Michalka, AJ Michalka, Carrie Michalka)
9. If I Could Have You Back - 2:53 - (Aly Michalka, AJ Michalka, Dan Wilson)
10. Flattery - 4:08 - (Aly Michalka, AJ Michalka, A. Armato, T. James)
11. I'm Here - 4:06 - (Aly Michalka, AJ Michalka)
12. Chemicals React (Remix) - 2:56 - (Aly Michalka, AJ Michalka, A. Armato, T. James)
13. Careful With Words - 2:20 - Walmart Bonus Track
14. Tears - 2:05 - Target Bonus Track
15. Blush - 3:34 - (Aly Michalka, AJ Michalka)
16. Potential Breakup Song (Hi-Grand Up Remix Radio Edit) - 3:47
17. Potential Breakup Song (Abbey Road Sessions) - 3:13
18. Bullseye (Abbey Road Sessions) - 3:15
19. Closure (Abbey Road Sessions) - 2:57
20. Division (Abbey Road Sessions) - 3:50
21. Black Horse and the Cherry Tree (Abbey Road Sessions) (Cover di KT Tunstall) - 2:51

## Deluxe Edition: DVD
1. Rush (Music Video)
2. No One (Music Video)
3. Chemicals React (Music Video)
4. Potential Breakup Song (Music Video)
5. Like Whoa (Music Video)

## Singoli
- Potential Breakup Song (Digital Download). Uscito in Canada nel maggio 2007, Negli Stati Uniti il 26 giugno 2007, in Italia il 1º ottobre 2007.
- Like Whoa. Uscito negli Stati Uniti nel gennaio 2008.

## Classifiche
| Classifica (2007)                      | Massima posizione |
| -------------------------------------- | ----------------- |
| Japan Oricon International Album Chart | 90                |
| Official Albums Chart                  | 72                |
| U.S. Billboard 200                     | 15                |
| U.S. Billboard Comprehensive Albums    | 15                |
| U.S. Billboard Top Digital Albums      | 13                |